# 曹恕
曹恕（1468年—？），字本忠，號南津，順天府霸州人，軍籍，明朝政治人物。

## 生平
弘治五年（1492年）中式壬子科順天府鄉試第一百八名舉人。弘治六年（1493年）聯捷癸丑科會試第一百五十名，三甲第一百三十八名進士。初授南京户部主事，正德中任叙州府知府，正德八年四月以四川江津破贼功，升四川按察司副使，十一年正月录四川平贼功，升俸一级，九月升甘肃行太仆寺卿。

## 家族
曾祖曹顯，監察御史；祖父曹□；父曹紀，白水主簿。前母高氏；母楊氏；繼母王氏。具庆下。弟態、悦、恩、憲。